# André Fouad
Pour les articles homonymes, voir Fouad.
André Fouad est un poète, diseur et journaliste haïtien né le 2 mai 1972 à Port-au-Prince.

## Biographie
André Fouad a fait ses études primaires à l'école République du Libéria des Frères du Sacré-Cœur,1978-1985 et ses études secondaires au Collège Canado haïtien (1985-1992). Il a étudié la comptabilité, le journalisme et la communication et a travaillé au journal le Nouvelliste, Récréation Magazine et de 1999  à 2001 à la Télévision Nationale d’Haïti. Certains de ses poèmes sont mis en musique par le chanteur Wooly Saint Louis Jean. Il écrit depuis l'age de douze ans et ses auteurs préférés sont  Lyonel Trouillot, Magloire-Saint-Aude, Pablo Neruda et Vladimir Maïakovski.
Son recueil Flè Zili publié en 2020 chez "Edisyon Freda", est un poème-fleuve, un chant d'amour, un chant dédié à la femme symbolisée dans la mythologie vodou à travers le personnage d'Erzulie. Deux de ses recueils, Songes d'encre et Valse des ombres, parus chez Les Editions Milot, en France, sont préfacés par l'écrivain haïtien Carl Pierrecq,. 
Il était l'invité d'Honneur de la  sixième édition du festival  Vive Haïti Livres à Saint-Marc du 23 au 25 avril 2021.
Il est également lauréat de deux prix littéraires à Montréal.

## Œuvres

### Poésies
- Gerbe d’espérance. Montréal: Éditions Jacques Trouillot, 1992[8].
- En quête de lumière. Montréal: Éditions Jacques Trouillot, 1992.
- Bri lannwit. Port-au-Prince: Éditions Page Ailée, 2000.
- Etensèl mo m yo. Coconut Creek (Florida): Educavision / Éditions Miroir, 2006.
- Souf Douvanjou. Coconut Creek: Educavision, 2010; Port-au-Prince: Éditions Bas de Pages, 2012; Port-au-Prince: Éditions Pulùcia / Éditions Ruptures, 2017.
- Bri lannwit ak lòt powèm. Port-au-Prince: Éditions Ruptures, 2012.
- Pye poudre. Boston: JEBCA Éditions, 2018.
- Lawouli. Gonaïves: Éditions de la rosée, 2019.
- Flè Zili. Gonaïves: Éditions Freda, 2020.
- Valse des ombres, Éditions Milot, Paris, 2024[9].

### Collectifs
- Anthologie de la littérature haïtienne, un siècle de poésie (1901-2001)
- Anthologie bilingue de la poésie créole haïtienne de 1986 à nos jours, coordonnée par Lionel Trouillot
- Anthologie de la Poésie haïtienne contemporaine, coordonnée par James Noël.

## Discographie
- Chimen souvni m. Calalou productions, 2008. Poèmes de Fouad André dits par Fouad André, Jeanie Bogart, Wollf Bertrand et Tanisha Adé avec la participation de Dadou Pasquet à la guitare et Erol Josué comme chanteur ; arrangement musical de Dadou Pasquet.
- Lè pwezi m jwenn van. Métisses Productions, 2013. Poèmes de Fouad André dits par Fouad André, Durna Thélusma, Jacques Adler Jean Pierre et Edouard Baptiste (Youyou) avec la participation de Pierre Rigaud Chéry à la guitare, et des chanteurs Mario Chandel, Yves Mardice et Amy Generius. Arrangement musical de Pierre Rigaud Chéry.
- Mélodie des mots II. The Interfine Art Group, 2020. En collaboration avec le chanteur et guitariste Wooly Saint Louis Jean. Vocal : Wooly Saint Louis Jean ; arrangement guitare : Sylvain Hilaire et Wooly Saint Louis Jean ; Flûte et Interlude : Tom Mitchell ; Harmonica : Eddy Crèvecœur.

## Distinctions et Prix
- 2007 : Poète de l’année à la 7e édition du mois de l’héritage culturel haïtien, Miami.
- 2007 : Artiste de la saison Alliance Française de Miami.
- 2009 : Trophée Plume Ailleurs de la littérature haïtienne (compagnie internationale d’art).
- 2010 : Prix littéraire Joseph Charles, pour son livre Etensèl mo m yo.
- 2012 : Prix Félix Morisseau Leroy Canada, pour l’ensemble de sa production en créole haïtien.
- 2015 : Prix de la meilleure performance scénique, Montréal, le mois du créole.
- 2016 : Nommé aux Haitian Awards, pour le CD Lè pwezi m jwenn van.
- 2016 : 2e Prix Kreyòl Dominique Batraville, Jacmel, pour Souf Douvanjou.
- 2017 : Best poet by Haitian Academy Awards, Orlando (Floride).
- 2017 : Invité d’Honneur aux Gonaïves au Festival de Littérature contemporaine.
- 2018 : Trophée, Outstanding Poet of the Year, New Jersey.
- 2019 : 2e Prix de la rosée pour Lawouli, Gonaïves.
- 2019 : Plaque d’Honneur et Mérite ; invité d’honneur au festival Pwezi Solèy (Kas) Cité Soleil.
- 2020 : Président du jury Prix Félix Morisseau-Leroy, 5e édition Montréal, Canada
- 2021 : Invité d'honneur de la sixième édition du festival Vive Haïti Livres.
- 2023: Mention speciale du Prix Rene Depestre de la poesie pour Songes d'encre